# Обичник
Обичник е село в Южна България. То се намира в община Момчилград, област Кърджали.

## География
Село Обичник се намира в планински район.

## История
Населението непрекъснато намалява. Там е имало две училища – до 4-ти и до 8-и клас.

## Население
Численост и дял на етническите групи според преброяването на населението през 2011 г.:
|                     | Численост | Дял (в %) |
| Общо                | 19        | 100,00    |
| Българи             | 0         | 0,00      |
| Турци               | 0         | 0,00      |
| Цигани              | 0         | 0,00      |
| Други               | 0         | 0,00      |
| Не се самоопределят | 0         | 0,00      |
| Неотговорили        | 0         | 0,00      |

## Религии
Почти на 100% се изповядва ислям.

## Забележителности
- Култов комплекс (Друмче)